# Bonnet phrygien
Pour les articles homonymes, voir Bonnet, Bonnet rouge, Mode phrygien, Phrygien (langue) et Phryge.

Prisonnier au bonnet phrygien (statue romaine du IIe siècle), musée du Louvre.

Le bonnet phrygien est un couvre-chef (ou coiffure), souvent de teinte rouge, pouvant porter ou non une cocarde bleu-blanc-rouge.
Il est l'un des symboles de la République française et l'un des attributs de Marianne, mais également de nombreux pays d'Amérique latine. On le considère traditionnellement comme étant un bonnet d'origine antique anatolienne, plus précisément de Phrygie, d'où son nom.
Le bonnet phrygien tire sa symbolique de liberté de sa ressemblance avec le pileus (chapeau en latin) qui coiffait les esclaves affranchis de l'Empire romain, représentant leur libération. Aux États-Unis, il est un symbole de liberté pendant la guerre d'indépendance. Il est toujours présent sur le drapeau de l'État de New York.
Ce bonnet est repris en France au début de l'été 1790 comme symbole de la liberté et du civisme, d'où son nom de « bonnet de la liberté ». Le bonnet phrygien devient symbole de la Révolution française et de l'automne 1793 à juillet 1794 (période de la Terreur) ; il est porté dans beaucoup de collectivités administratives du pays. Depuis la Révolution, le bonnet phrygien coiffe Marianne, la figure allégorique de la République française. Il est aussi porté par les Patriotes de la rébellion de 1837-1839 — héros du nationalisme québécois — et figure sur plusieurs drapeaux et armoiries des pays d'Amérique latine.

## Origines du bonnet phrygien
Ce bonnet est considéré comme un emprunt d'un bonnet traditionnel porté par les Phrygiens, un ancien peuple indo-européen ayant habité l'Anatolie dans l'Antiquité, ce qui lui donna son nom. Pâris, fils du roi troyen Priam, originaire de Phrygie, est souvent représenté coiffé de ce bonnet.
Il semble cependant d'origine plus ancienne, car il est commun à plusieurs peuples indo-européens orientaux de l'Antiquité, comme les Thraces, les Phrygiens, mais aussi le vaste ensemble des Scythes d'Eurasie centrale, très souvent représentés avec un bonnet phrygien ou d'autres variantes de bonnets pointus. Repris dans l’iconographie romaine tardive, il est par exemple porté par des prisonniers parthes (peut-être d'origine scythe, les Scythes étant nombreux dans les armées perses) sur les bas-reliefs de l'arc de Galère ou de la colonne d'Arcadius.
Plus tard, les marchands sogdiens, un peuple scythe qui vivait dans la région de Samarcande et commerçait sur la Route de la Soie, sont encore fréquemment représentés avec des bonnets phrygiens ou d'autres bonnets coniques apparentés sur des figurines chinoises en céramique. Il est également porté par les rois mages sur les reliefs ou les fresques paléochrétiennes comme symbole du mage oriental.
Mithra ou Mithras, divinité des anciens Perses et d'autres peuples, qui serait apparue au moins au XVIe siècle av. J.-C. chez les peuples proto-indo-iraniens d'Eurasie centrale et qui fut vénérée dans l'Empire romain jusqu'au Ve siècle apr. J.-C., était représentée sous la forme d'un jeune homme avec presque toujours un bonnet phrygien, une tunique verte et un manteau flottant sur l'épaule gauche ; il était armé d'un glaive qu'il plongeait dans le cou d'un taureau.

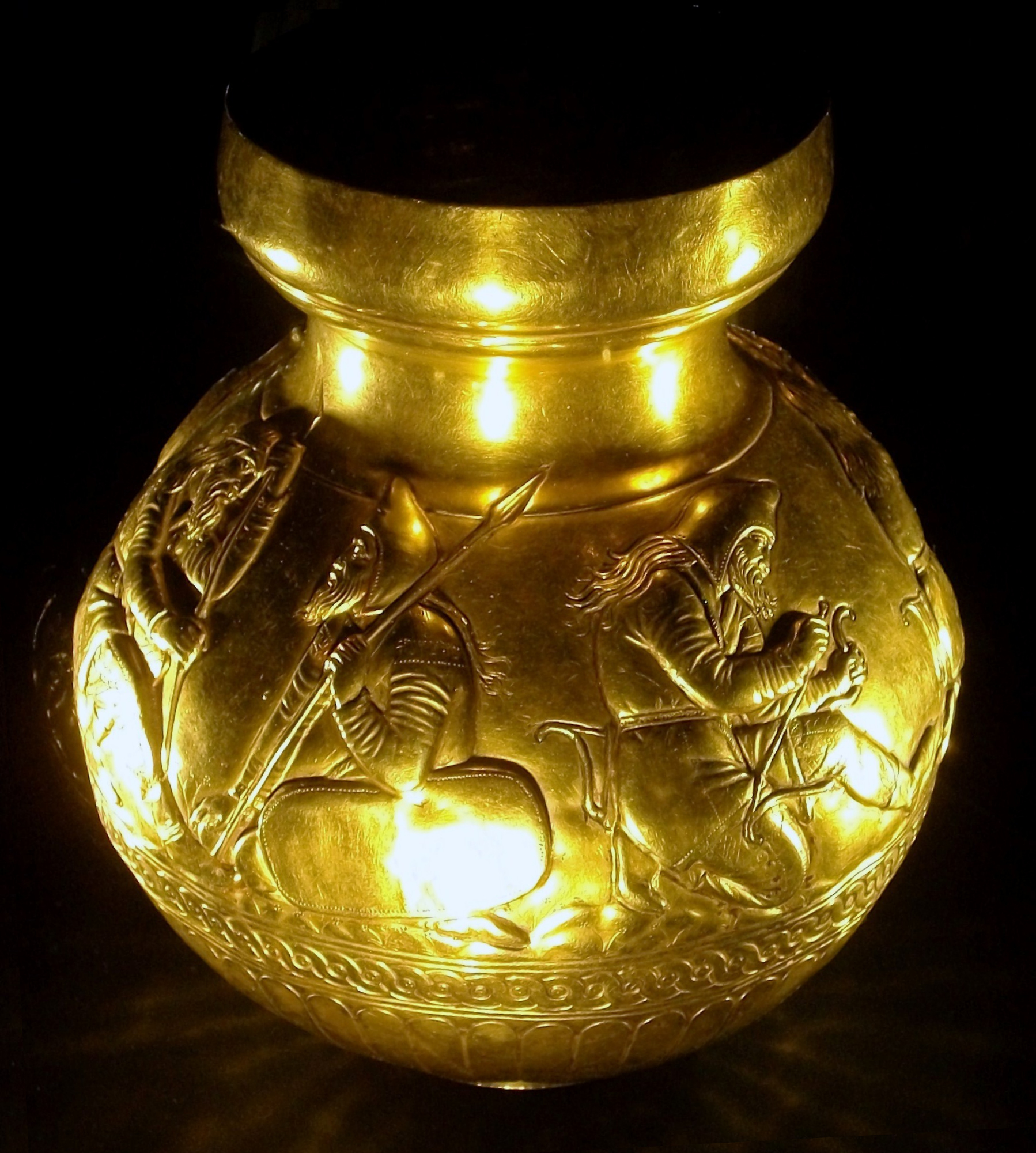
Vase scythe en or du kourgane de Koul-Oba (Ukraine), représentant des guerriers scythes coiffés de bonnets phrygiens. IVe siècle av. J.-C.
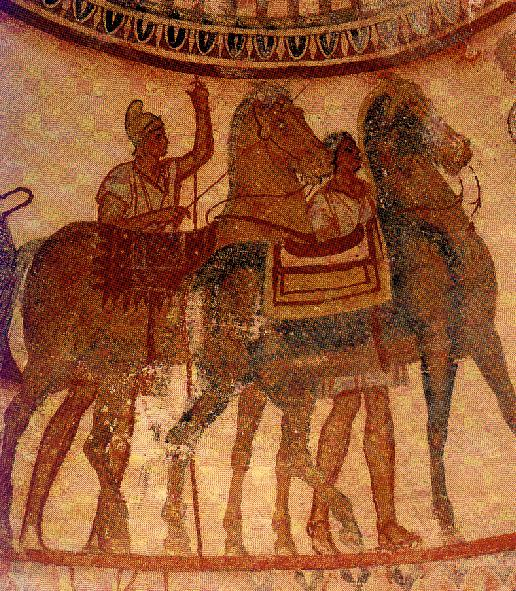
Cavalier thrace à bonnet phrygien blanc.
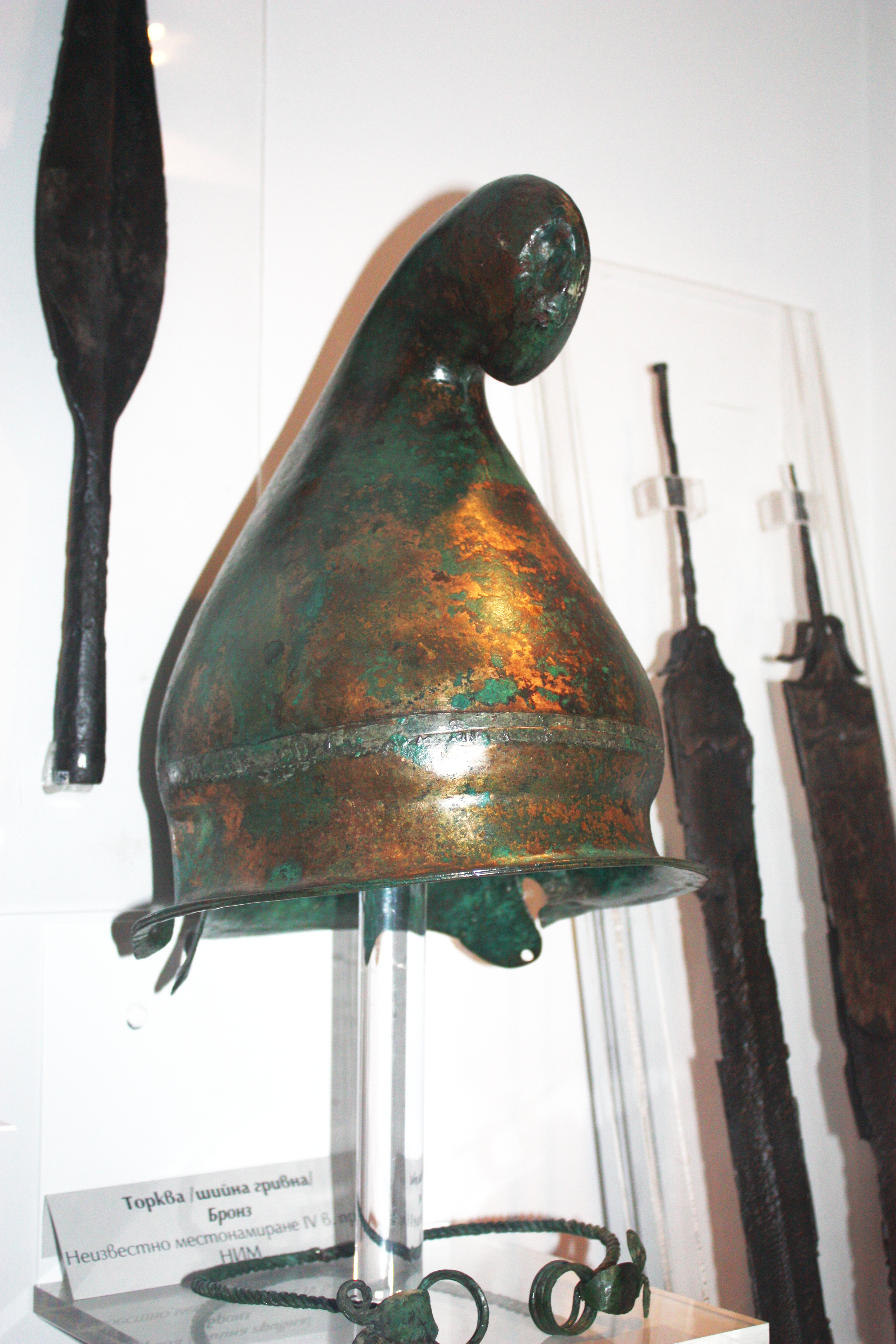
Casque thrace en forme de bonnet phrygien.
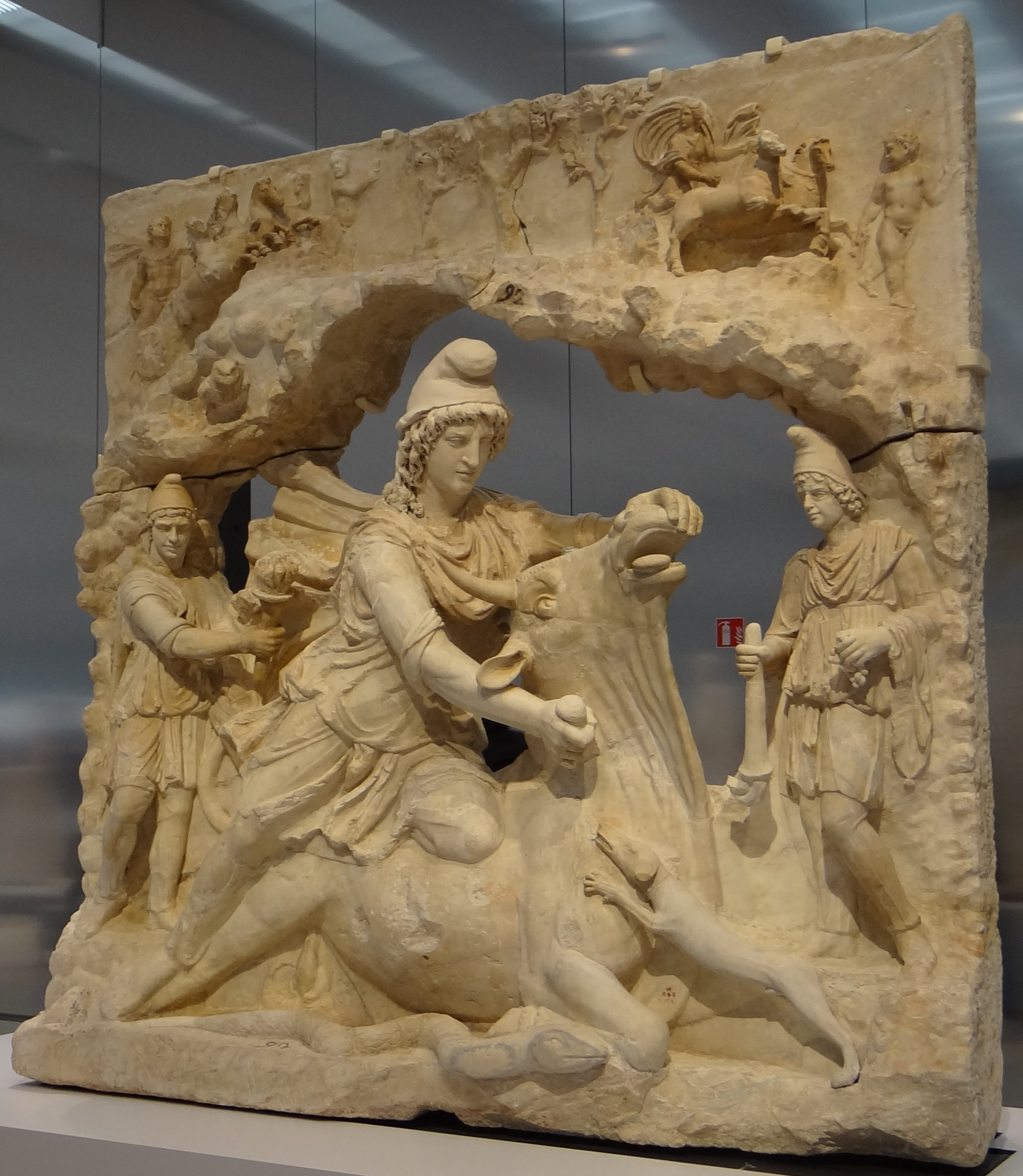
Mithra sacrifiant un taureau, sculpture romaine de 100-200 apr. J.-C., exposée dans la Galerie du Temps au Louvre-Lens.
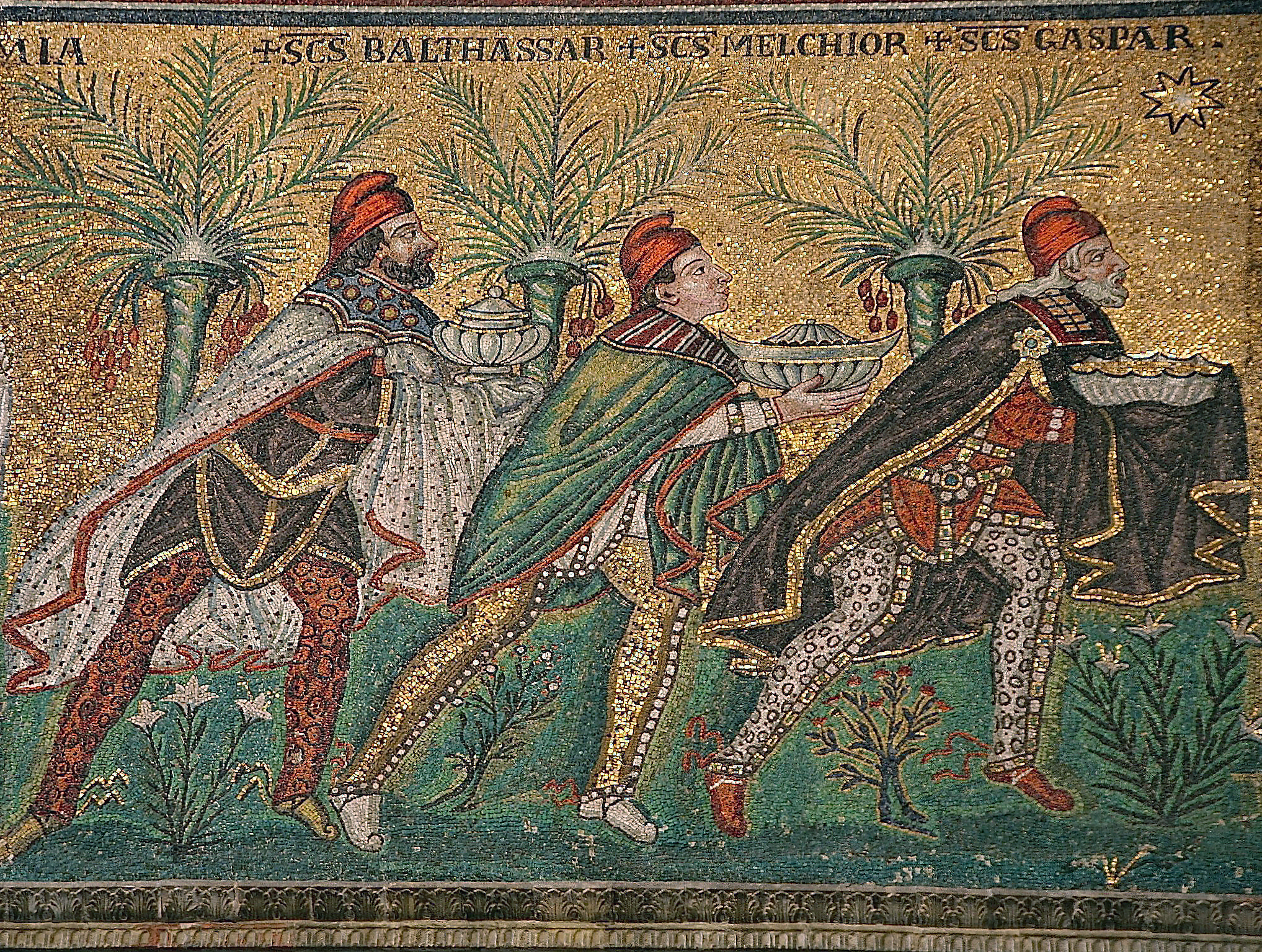
Mosaïque de la basilique Saint-Apollinaire-le-Neuf (Ravenne, Italie), représentant les trois Mages portant des bonnets phrygiens afin d'indiquer leur origine orientale.
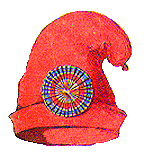
Bonnet phrygien de la Révolution française portant la cocarde.

## Le bonnet phrygien sous laRévolution française

### Précédents sous l'Ancien Régime
Il est à remarquer aussi que le bonnet phrygien, avec deux poignards croisés, fut adopté comme emblème par Henri III. On peut consulter à ce sujet un des derniers mémoires de M. Egger, publié dans le Journal des savants, sur l'assassinat politique dans l'Antiquité (L'Intermédiaire des chercheurs et des curieux, 1895).
Bien avant de figurer dans le blason révolutionnaire de la France, le bonnet rouge avait déjà donné son nom  en 1675 à la « Révolte des Bonnets rouges », révolte populaire de Bretagne contre les empiétements illégaux du pouvoir royal : taxe sur la vaisselle d'étain, le tabac, et création du papier timbré…

### Le «bonnet de la Liberté»: bonnet rouge ou bonnet phrygien? (de 1789 à 1792)
On s'en coiffa pendant la Révolution pour évoquer la liberté. Qu'il ait été d'emblée choisi comme bonnet phrygien en souvenir des esclaves romains affranchis, ou bien qu'il s'agisse du bonnet rouge des premières bandes marseillaises venues à Paris, peut-être emprunté aux galériens de Toulon, ou aux montagnards catalans et assimilé ensuite au symbole phrygien, il fut en tout cas adopté comme insigne par les partisans les plus déterminés de la République. Il existe à l'Arsenal de Vienne (Autriche) trois drapeaux pris durant les guerres de la Révolution, qui, au lieu de pique, portent à l'extrémité de la hampe un bonnet phrygien. Cet emblème est assez rare et la plupart des drapeaux n'en sont pas munis.

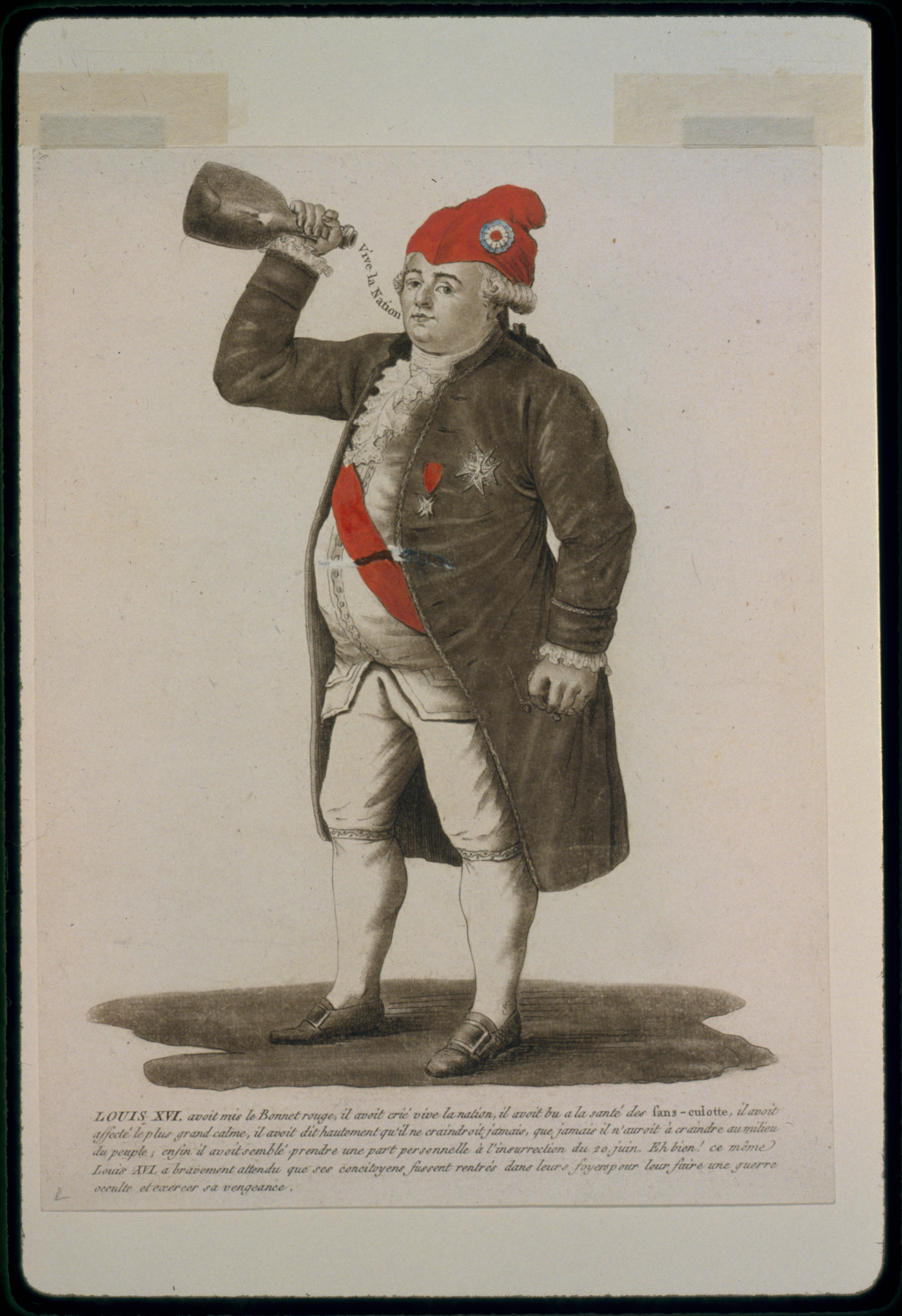
Louis XVI coiffé du bonnet phrygien, en 1792.

Selon Auguste Dupouy, des soldats suisses du Régiment de Châteauvieux qui s'étaient révoltés à Nancy contre leurs officiers avaient été envoyés au bagne de Brest (affaire de Nancy). Leur grâce ayant été décidée en 1792 par l'Assemblée législative, ils reviennent à Paris coiffés du bonnet rouge des bagnards et sont reçus en triomphe par la population qui adopte ce bonnet pour emblème de la République. Le 20 juin 1792, le peuple de Paris, qui avait investi les Tuileries, força Louis XVI à se couvrir du bonnet rouge, alors déjà identifié comme phrygien.
En effet, dans le Journal des Révolutions de Paris (3-10 octobre 1789), on voit la gravure d'un projet de cocarde où la nation est figurée, une main sur les tables de la Constitution et des Droits de l'Homme ; l'autre sur un faisceau couronné du bonnet phrygien de la liberté, sans préjudice d'un médaillon de Louis XVI, à l'écusson fleurdelisé. Toujours selon Auguste Dupouy, il est même possible que l'assimilation à un symbole antique ait été faite pour amoindrir la portée provocatrice d'un bonnet de rebelle, de bagnard et de galérien. Dans L'Histoire numismatique de la Révolution, par Michel Hennin (in-4°, 1826) on voit divers dessins où rayonne ce bonnet phrygien, orné de la cocarde, comme celui de la médaille relative à la nomination de Jean Sylvain Bailly comme maire de Paris après la prise de la Bastille ; la ville de Paris y est représentée tenant à la main une pique surmontée du bonnet, tandis qu'à sa gauche on aperçoit un vaisseau (sans doute le vaisseau légendaire de la devise de Paris Fluctuat nec mergitur), dont la proue est ornée de fleurs de lys. Grâce à ce glissement symbolique vers l'Antiquité, une partie de la Cour elle-même put se prêter de bonne grâce à l'étiquette du temps, comme le prouve l'aveu du marquis de Villette : « Nous avons pris le bonnet de la Liberté sans tant de cérémonie » (Chronique de Paris du 25 janvier 1790).

### La vogue du bonnet phrygien (1791-1792)

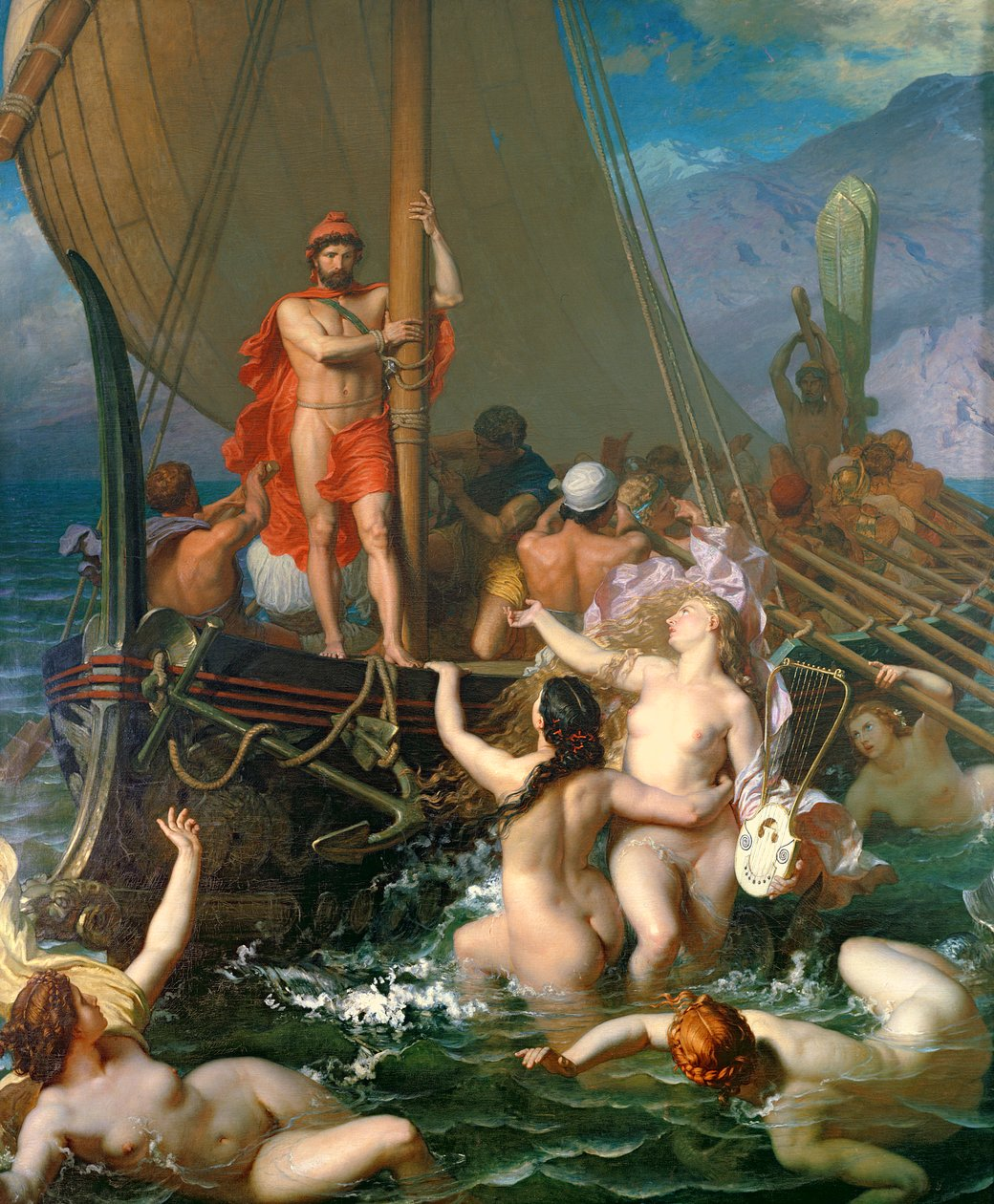
Ulysse, coiffé d'un bonnet phrygien, face aux sirènes, par Léon Belly (1876, musée de l'hôtel Sandelin, St-Omer).

Après l'abolition de la noblesse et des armoiries, le bonnet phrygien fut apposé sur leurs panneaux de voitures par un grand nombre de riches patriotes, et cette mode ne fit l'objet d'aucun décret spécial, malgré l'opportunité du moment pour instituer légalement le bonnet phrygien comme emblème national. Jusqu'en 1792, on associa généralement, dans les municipalités et les sections, le bonnet aux fleurs de lys ; on l'y plaçait même au-dessus, comme type ou expression d'une souveraineté supérieure. En un mot, c'était le cimier du nouveau blason de la France, sans qu'aucun décret législatif en eût réglé l'adoption.
La vogue du bonnet, comme coiffure, date du milieu de l'année 1791 ; elle devint contagieuse dans les premiers mois de 1792. Ainsi que l'écrivait le marquis de Villette (12 juillet 1791) : « Cette coiffure est la couronne civique de l'homme libre et du Français régénéré ». Ajoutons qu'il figure bientôt après au Champ de Mars, à la célébration du 14 juillet, au milieu des décorations qui rehaussaient l'autel de la patrie. Quant à la couleur rouge, elle fut adoptée, contre l'opinion de Robespierre, comme la plus vivace et la plus éclatante, celle de la flamme et de la vie ; le farouche tribun ne voyait aucun signe de liberté supérieur à la cocarde, et c'était avec elle, disait-il, qu'il voulait vivre et mourir ! Plus enthousiaste que la plupart de ses collègues, le général Kellermann publia au camp de Wissembourg, le 15 juillet 1792, un ordre du jour qui instituait le bonnet rouge comme un signe sacré, dont il interdisait le port à ceux qui n'y seraient pas autorisés d'une façon spéciale, après quelque acte d'un mérite éclatant. On voit que Kellermann voulait en faire un type de décoration.
L'entraînement fut tel, à Paris et ailleurs, que cette coiffure symbolique devint un signe de ralliement et une manière de réponse aux aristocrates ; des prêtres constitutionnels disaient même la messe en bonnet rouge, comme l'évêque de Bourges, Pierre Anastase Torné.

### Une coiffure officielle (fin 1792)

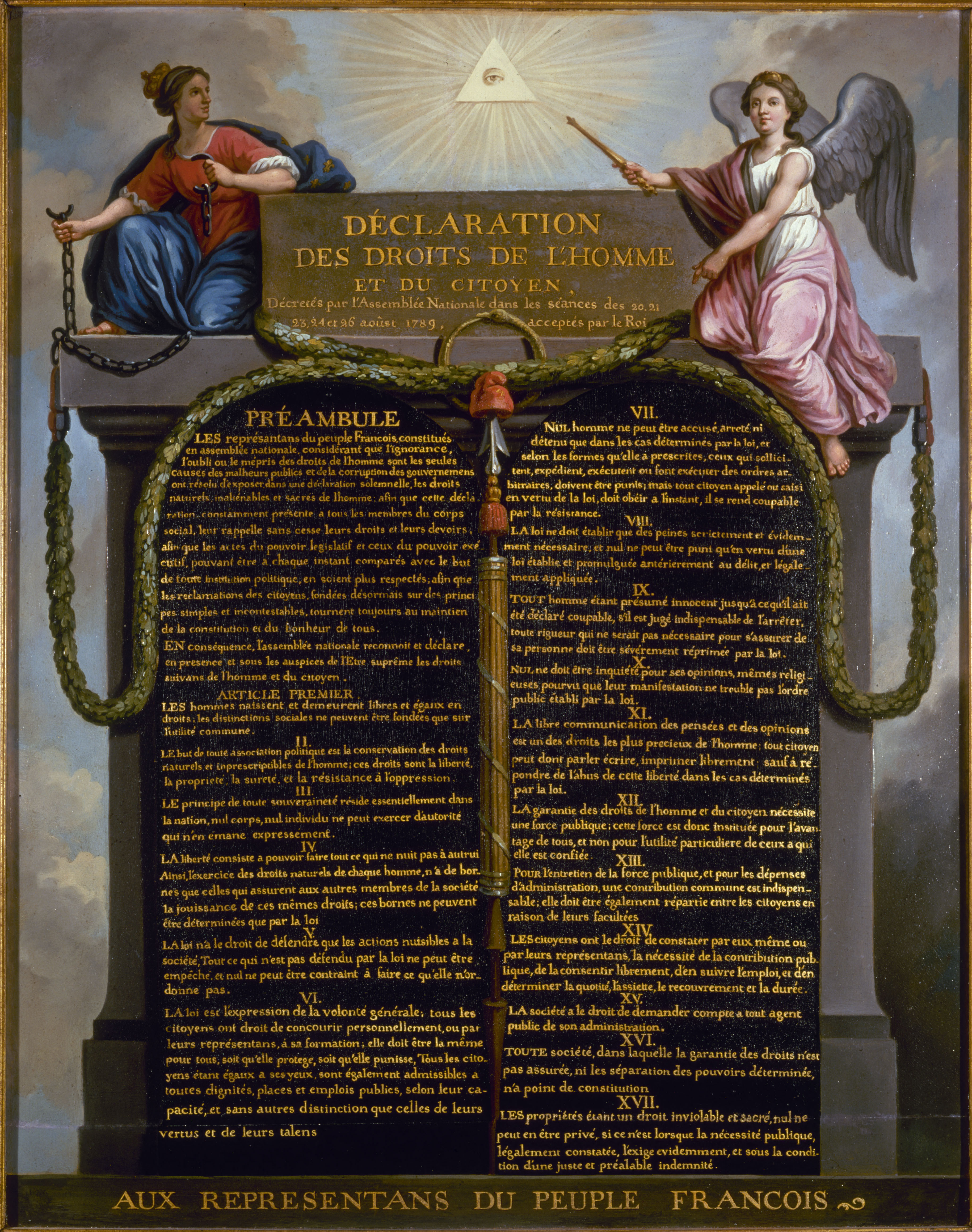
Déclaration des droits de l'homme et du citoyen de 1789 par Jean-Jacques-François Le Barbier, aux alentours de 1789.

C'est à l'ouverture de la séance du 22 septembre 1792 (troisième séance de la Convention) que, sur la proposition de Billaud-Varenne, on décréta que « tous les actes publics seraient datés de la première année de la République. Le sceau de l'État portera pour légende ces mots : République de France. Le sceau national représente une femme assise sur un faisceau d'armes, tenant à la main une pique surmontée du bonnet de la liberté. » Ce décret voté au milieu du bruit et alors que la séance était à peine commencée, ne se trouve pas dans le compte-rendu du Moniteur, ni dans celui de plusieurs autres journaux.
On voit que la pique faisait partie du blason révolutionnaire, parce qu'elle répondait mieux aux idées de l'époque que le faisceau consulaire, et qu'en 1792, les patriotes l'inventèrent à défaut d'armes et de munitions ; elle devint, dès lors, inséparable du bonnet de la Liberté et lui prêtait son aide en élevant celui-ci aux hauteurs idéales qu'il devait atteindre. À la suite d'une motion de Gaan de Coulon, la Convention décréta que les galériens ne seraient plus coiffés du bonnet rouge, publiquement consacré comme l'insigne du civisme et de la liberté.
Depuis le 10 août, et malgré les réticences des Jacobins, les chefs de section ont adopté le bonnet rouge. Il s'est généralisé au mois d'août 1793. Le 16 brumaire, le conseil général a décidé que tous ses membres le porteraient. En revanche, les Républicaines révolutionnaires ne parviendront pas à l'imposer aux femmes. Bientôt, les Sans-Culottes ne seront plus seuls à s'en faire gloire : les prudents arboreront fièrement eux aussi, un bonnet rouge, qu'ils abandonneront dès la chute du mouvement populaire. De son côté, la commune de Paris avait arrêté (6 novembre 1793) que le bonnet serait désormais la coiffure officielle de tous ses membres, et, pour mieux consacrer l'égalité des sépultures, elle décida que les morts sans distinction seraient conduits à leur dernier asile précédés d'un commissaire décoré du bonnet rouge et de la cocarde.

### Une importante popularité jusqu'à l'époque impériale
Après le 9 thermidor, une forte réaction s'éleva contre le bonnet rouge. On essaya de le faire disparaître, sans y parvenir complètement, car on s'en coiffait encore sous le Directoire, et le sceau du Conseil des Cinq-Cents le portait aussi comme timbre officiel de l'État. Son règne s'étendit, malgré l'ostracisme dont le frappait Bonaparte, jusqu'au lendemain du 18 brumaire et aux débuts du Consulat pour s'effacer enfin complètement sous l'Empire. On essaya vainement de le remettre à la mode après les révolutions de 1830 et de 1848, ainsi qu'après le 4 septembre 1870, mais l'esprit public, qui n'y voyait qu'un réveil du terrorisme de 1793, dédaigna cet insigne du passé[réf. nécessaire].
Quant à l'armée, ses drapeaux ont été surmontés d'un fer de lance dès 1791. La Convention imposa bien le bonnet phrygien au drapeau de l'armée, mais peint au centre de l'étoffe et surmontant le faisceau du licteur entouré de branches de chêne et de laurier. Cet insigne ne plut pas aux troupes et le bonnet fut rarement phrygien dans tout son écarlate sur les drapeaux des demi-brigades, tant sur les drapeaux régimentaires que sur ceux de bataillon, car il y avait alors un drapeau particulier dans chaque bataillon non pourvu du drapeau du régiment. Ce drapeau particulier était aux trois couleurs nationales disposées suivant le dessin adopté par la demi-brigade. Le drapeau régimentaire porté par le deuxième bataillon des demi-brigades à trois bataillons avait les trois couleurs disposées verticalement. Il remplaçait l'ancien drapeau blanc colonel.

## Marianne
Le bonnet phrygien coiffe Marianne et ses représentations, notamment dans les mairies de France, comme symbole de la République française.

## Réapparition au XIX

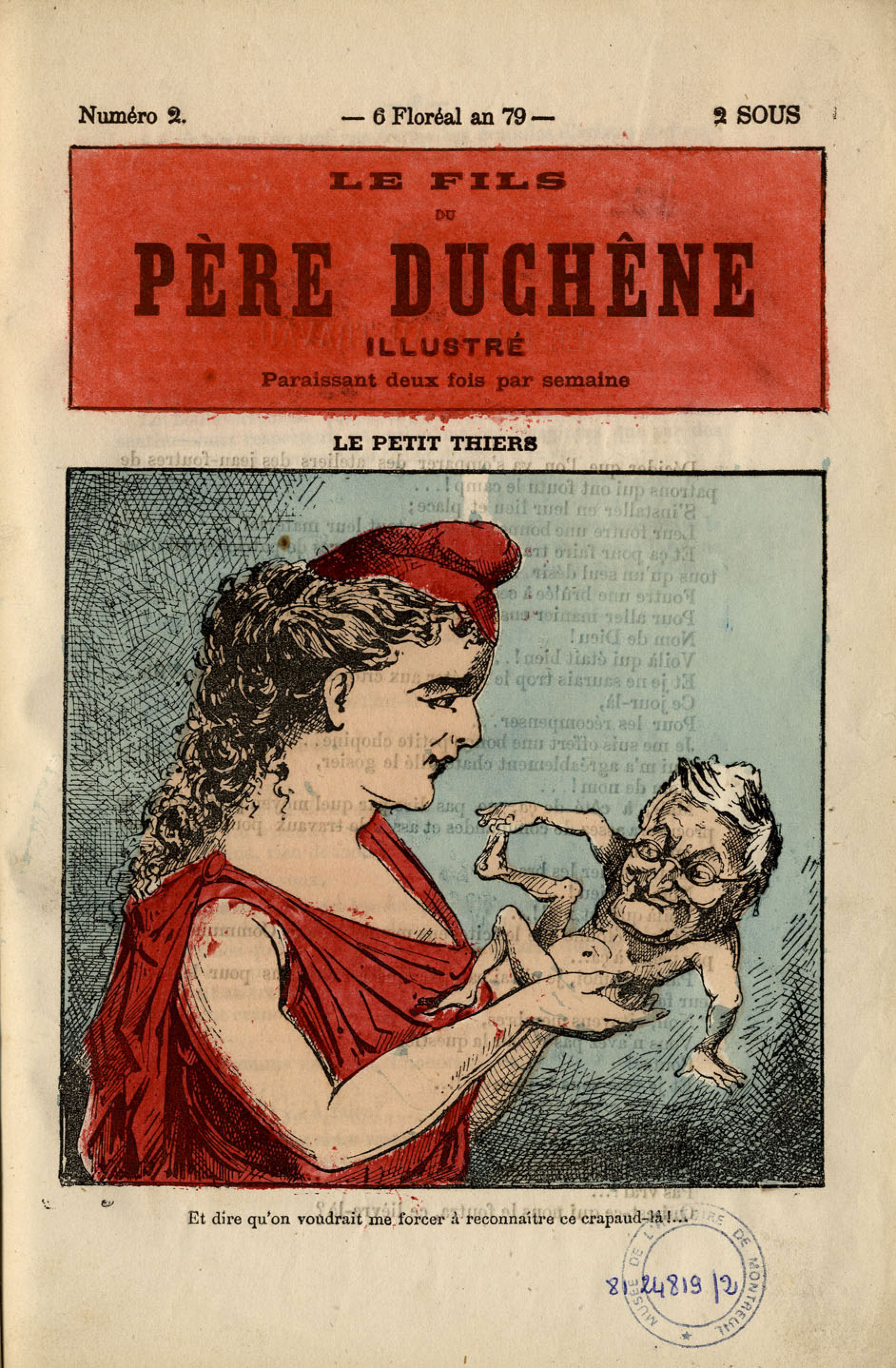
Dessin satirique figurant la Liberté et Adolphe Thiers.

## Réapparition auXIXesiècle

### Retour en grâce en France sous laIIIeRépublique
La Convention ne distribua pas de drapeaux aux troupes de ligne. Les régiments, comme après 1870, durent se pourvoir sur leur masse générale d'entretien, ce qui leur permit de représenter le bonnet phrygien peint sur l'étoffe, tantôt de couleur grise, souvent en gris avec le repli de haut peint en rouge, ce qui faisait ressembler le bonnet à un casque surmonté d'un cimier écarlate ; puis lorsque les numéros des demi-brigades furent remaniés lors d'une dernière formation, le bonnet fut généralement remplacé par un casque antique surmonté d'un cimier ou d'une crinière écarlate ou cramoisie, et le casque peint de couleur argentée. C'est ainsi que furent les drapeaux jusqu'à l'Empire. (Cottreau).
Il s'agit ici des troupes régulières et non des innombrables corps francs et bataillons de gardes nationaux dont les insignes varièrent à l'infini et suivant les variations de la politique et de l'opinion, comme ceux de la garde nationale de Paris.
Avec les remaniements suivant la défaite de 1870, certains des communards de Paris ont voulu une réapparition du bonnet, notamment ceux de la revue Le Père Duchesne.

### Essor dans les républiques d'Amérique latine

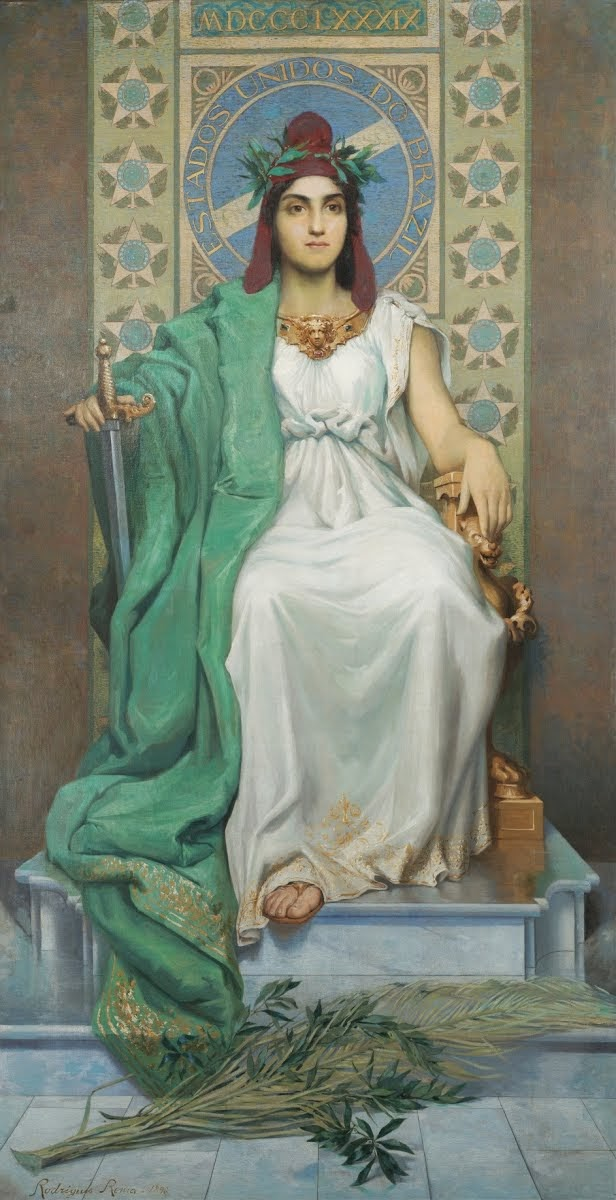
Efígie da República (Effigie de la République), personnification du Brésil, coiffé d'un bonnet phrygien.

Depuis le XIXe siècle, il a été adopté, comme emblème héraldique, par les Républiques suivantes :
- République du Paraguay en 1854 : un lion est assis au pied d'une pique surmontée d'un bonnet phrygien de gueules (voir Emblème du Paraguay).
- République de Colombie : dans la deuxième bande de bouclier , un bonnet phrygien est cloué à une lance, qui signifie la liberté pour le pays (voir Armoiries de la Colombie) .
- Confédération Argentine (1835-1861) : coupé d'azur et d'argent à deux bras au naturel se donnant la main, mouvant des flancs de l'écu et tenant une pique haute en pal surmontée d'un bonnet phrygien de gueules. L'écu est sommé d'un soleil radié d'or.
- République d'Haïti : d'argent à un palmier planté sur une terrasse de sinople, sommé d'un bonnet phrygien de gueules et accosté de deux canons acculés au naturel.
- République française : le bonnet phrygien coiffe une tête de jeune femme sur les monnaies. La République n'a pas encore adopté légalement un blason officiel.
- République du Salvador : un bonnet phrygien (gorro frígio) de gueules figure comme emblème patriotique sur les armoiries du Salvador, depuis le 17 mai 1912. Aussi dénommé « bonnet de la liberté » il proclame, de ce fait, la liberté et les rayons de sable qui en émanent représentent les idéaux du peuple salvadorien.

Les timbres-poste de la République de Liberia (Afrique) gravés en 1860 pour l'affranchissement de la correspondance, représentent la Liberté coiffée d'un bonnet phrygien, armée d'une pique et portant un bouclier ovale. Elle est assise au bord de la mer sur une pierre portant ce mot inscrit : Liberia. Comme sur le sceau national, un navire, toutes voiles dehors, paraît à l'horizon.

## XX et XXI

Logotype du MRP.

## XXesiècleetXXIesiècle

### Le Mouvement républicain populaire (MRP)
Le Mouvement républicain populaire (MRP) est un parti politique fondé par Maurice Schumann en 1944 puis présidé par Jean Lecanuet jusqu'en 1967. Mouvement démocrate-chrétien et centriste, europhile, défendant une vision non-conservatrice et sociale du catholicisme politique, il était le parti des résistants démocrates-chrétiens  souhaitant incarner le dépassement le clivage droite-gauche et la « fidélité » au général de Gaulle. Le logo bichrome rouge et blanc est composé d'un bonnet phrygien se détachant sur une croix de lorraine stylisée, intégrant les lettres acronymes du parti. La cocarde, surmontant le bonnet est, elle aussi stylisée et réduite à un point blanc.

Logo RPR 1976.

### Le Rassemblement Pour la République
Le Rassemblement pour la République a été fondé par Jacques Chirac en 1976 qui résulte essentiellement d’un changement de nom de l’UDR. Classé à droite et se réclamant du gaullisme, il évolue d’une orientation souverainiste et sociale dans les années 1970 vers une ligne plus libérale et europhile dans les années 1990-2000. Son logo est un bonnet phrygien rouge et cocardé, surmonté d’une croix de lorraine, symbole de fidélité au général de Gaulle. À partir de 1991, le parti conserve la croix de lorraine sur fond bleu blanc rouge, mais se sépare du bonnet phrygien.

### Le Parti Radical

Parti Radical 2011.

Logo du Parti Radical en 2021.

Fondé en 1901, sa dénomination initiale est officiellement Parti républicain, radical et radical-socialiste, parfois aussi appelé Parti radical valoisien (le siège étant situé rue de Valois) à la suite de la scission de 1972, ou, selon une abréviation populaire, rad-soc. D'abord classé à gauche de l'échiquier politique, il évolue progressivement vers le centre gauche puis le centre, avant de se situer au centre droit après le départ de son aile gauche (Les Radicaux de gauche) en 1972. Seul un groupe mixte droite-gauche composé de membres issus des deux partis perdure au Sénat (RDSE). En 2011, le Parti modernise son logo ; une Marianne bleue et blanche coiffée d'un bonnet phrygien se détache sur un hexagone rouge, accompagné de la devise de la République. Le logo est très similaire au bloc-marque de l'Etat Français labélisant les institutions et les projets menés par le Gouvernement.
En 2021, la Marianne figure toujours mais les couleurs ont changé : le bonnet phrygien est violet et bleu, et la cocarde est étoilée en référence au drapeau européen.

### Les Schtroumpfs
Les Schtroumpfs est une série de bande dessinée jeunesse belge créée par Peyo en 1958 et racontant l'histoire d'un peuple imaginaire de petites créatures bleues avec une queue ronde logeant dans un village champignon au milieu d'une vaste forêt. Ses personnages sont vêtus d'un bonnet phrygien et de chausses blancs, à l'exception de leur chef, le Grand Schtroumpf vêtu de rouge, ou de quelques autres, comme le Schtroumpf bricoleur, le Schtroumpf paysan ou le Schtroumpf sauvage.

### Jeux olympiques et paralympiques
Les mascottes des Jeux olympiques et paralympiques d'été se déroulant à Paris en juillet-août 2024 sont des bonnets phrygiens anthropomorphes, appelés Phryges. Elles sont révélées au grand public le 14 novembre 2022 par Joachim Ronchin, directeur du design des JO de Paris 2024.

## Galerie

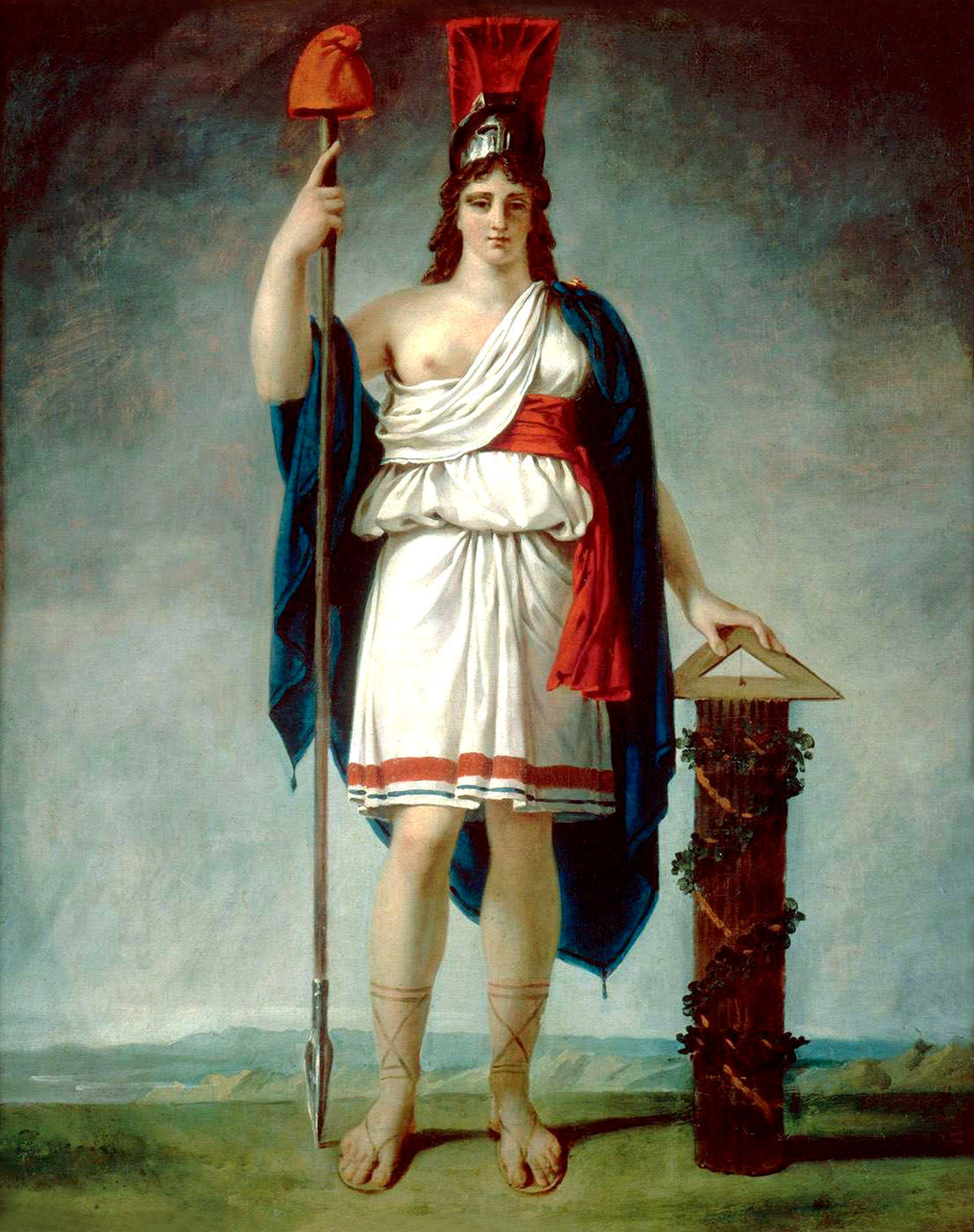
Allégorie de la première République Française par Antoine-Jean Gros. Le bonnet phrygien rouge est un symbole du républicanisme français.
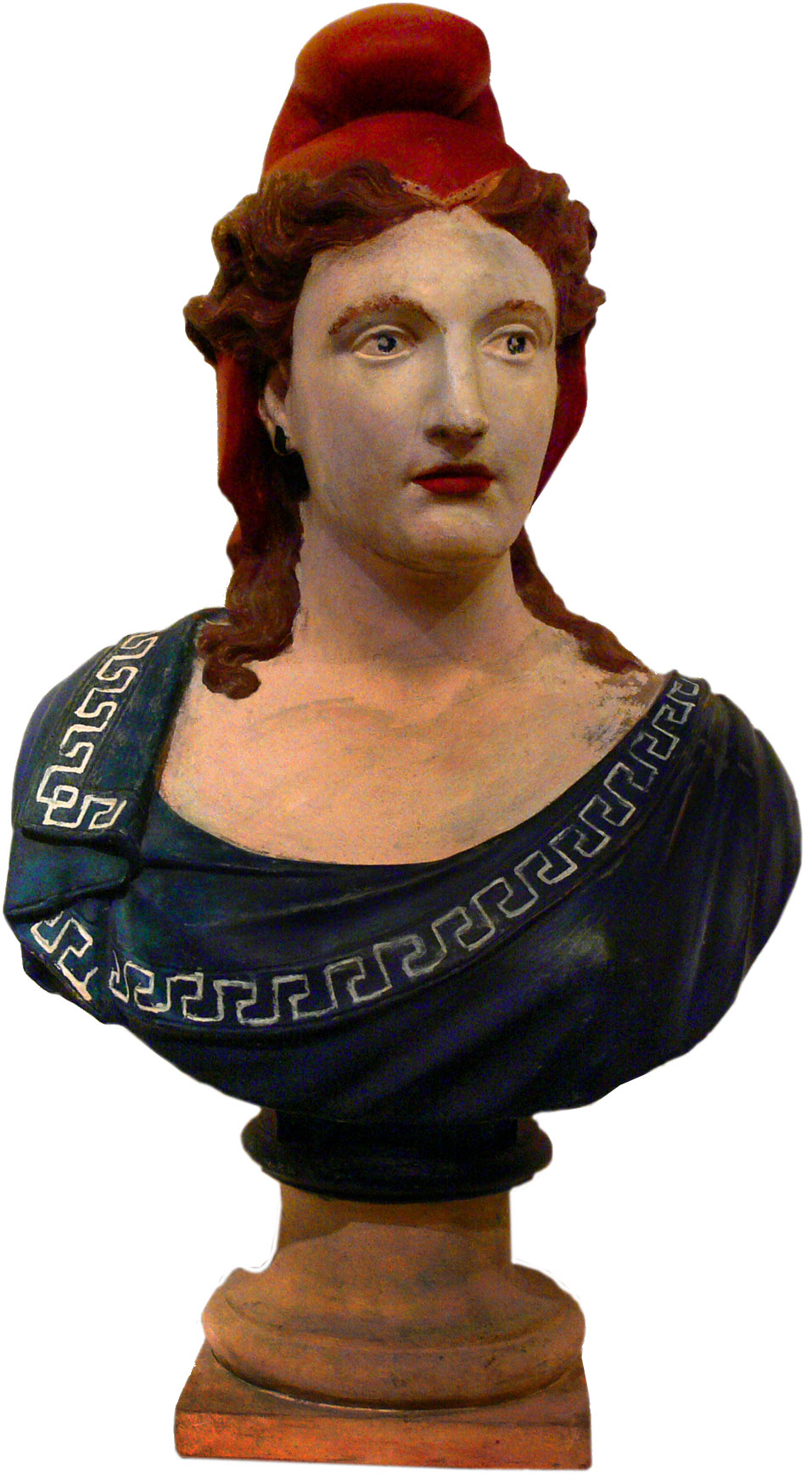
Buste anonyme de la Marianne, avec un bonnet phrygien (Palais du Luxembourg, Paris).
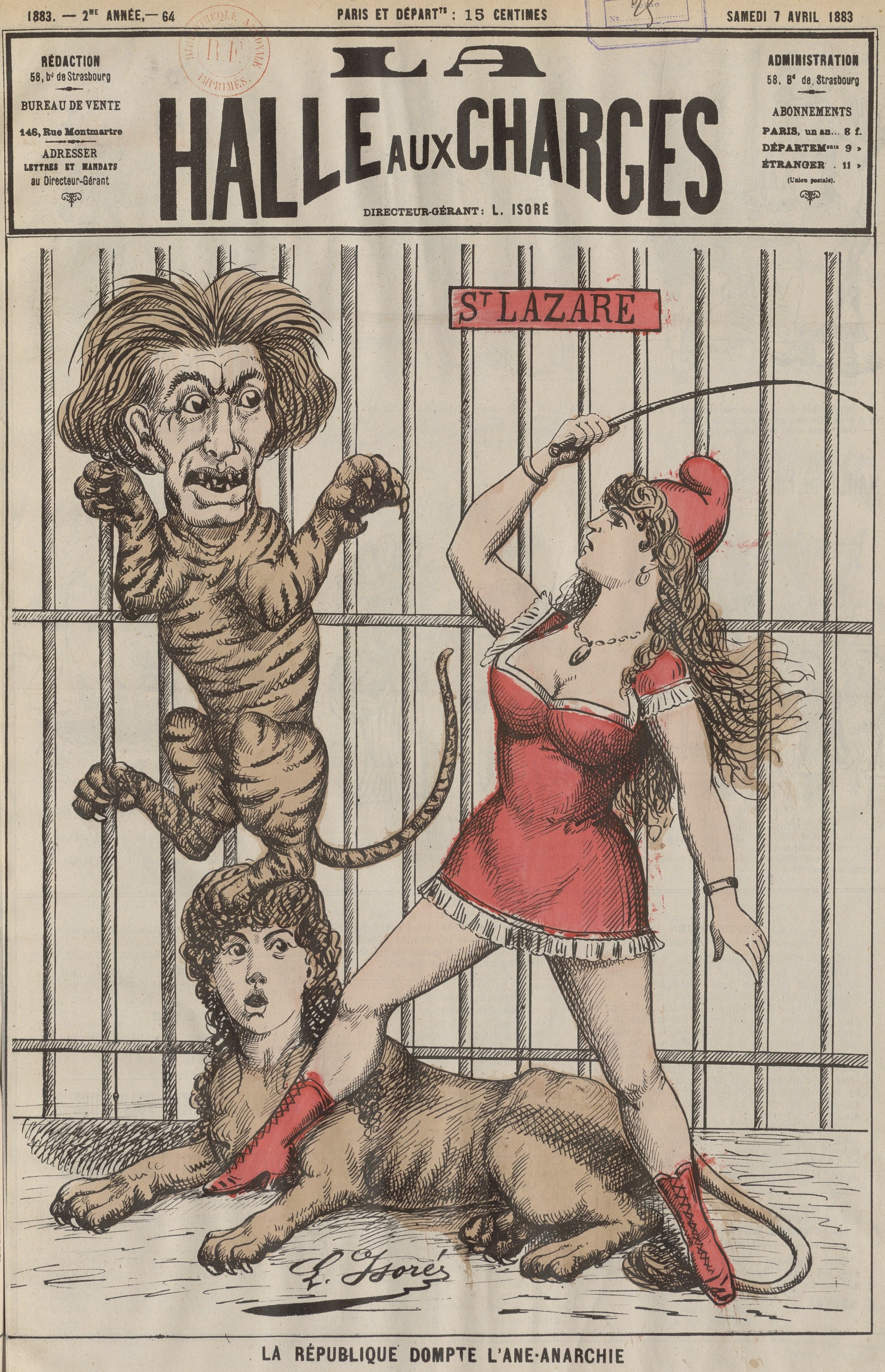
La République dompte l'anarchie (La Halle aux Charges, 7 avril 1883).
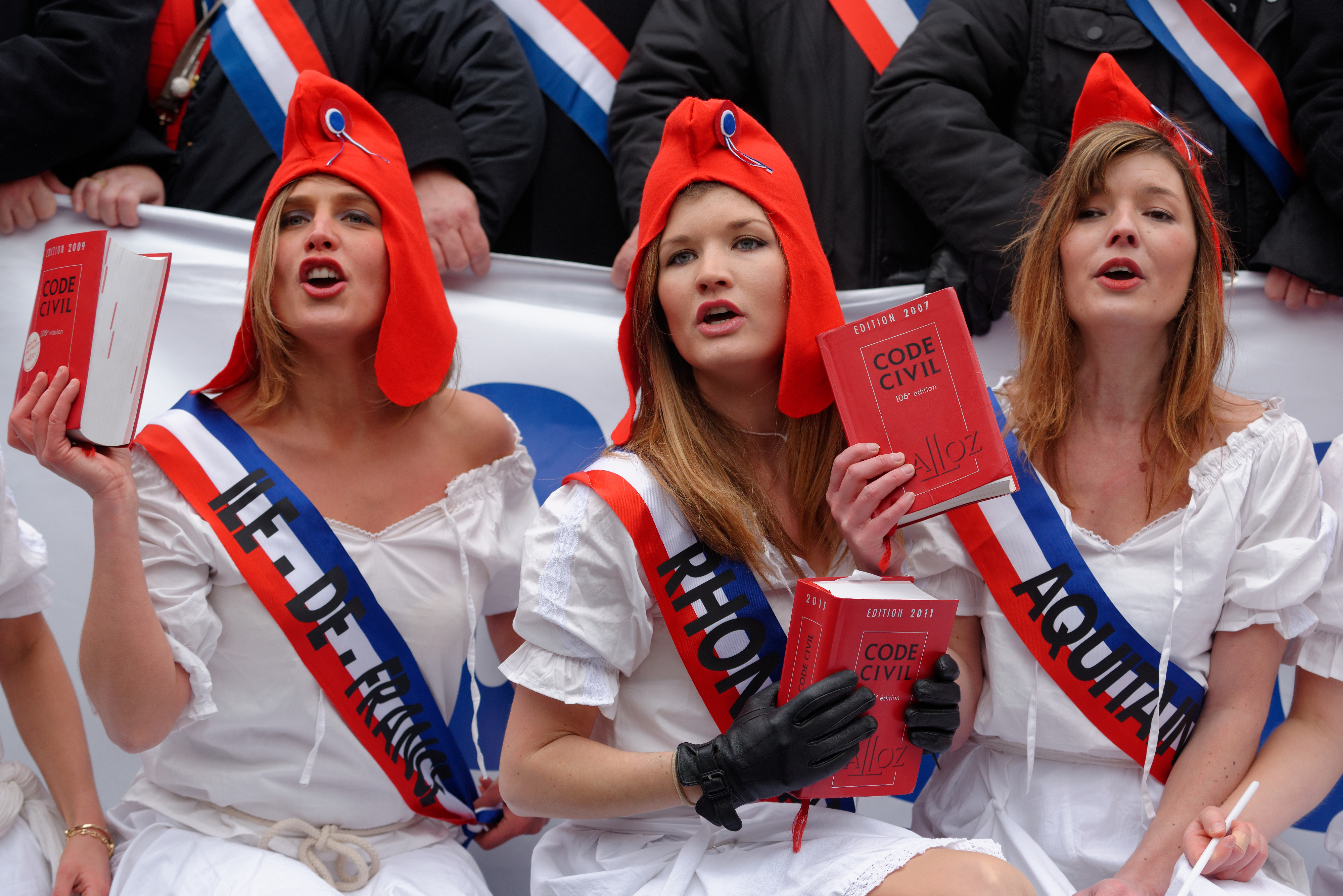
Des Mariannes avec un bonnet phrygien, lors d'une manifestation politique en France.
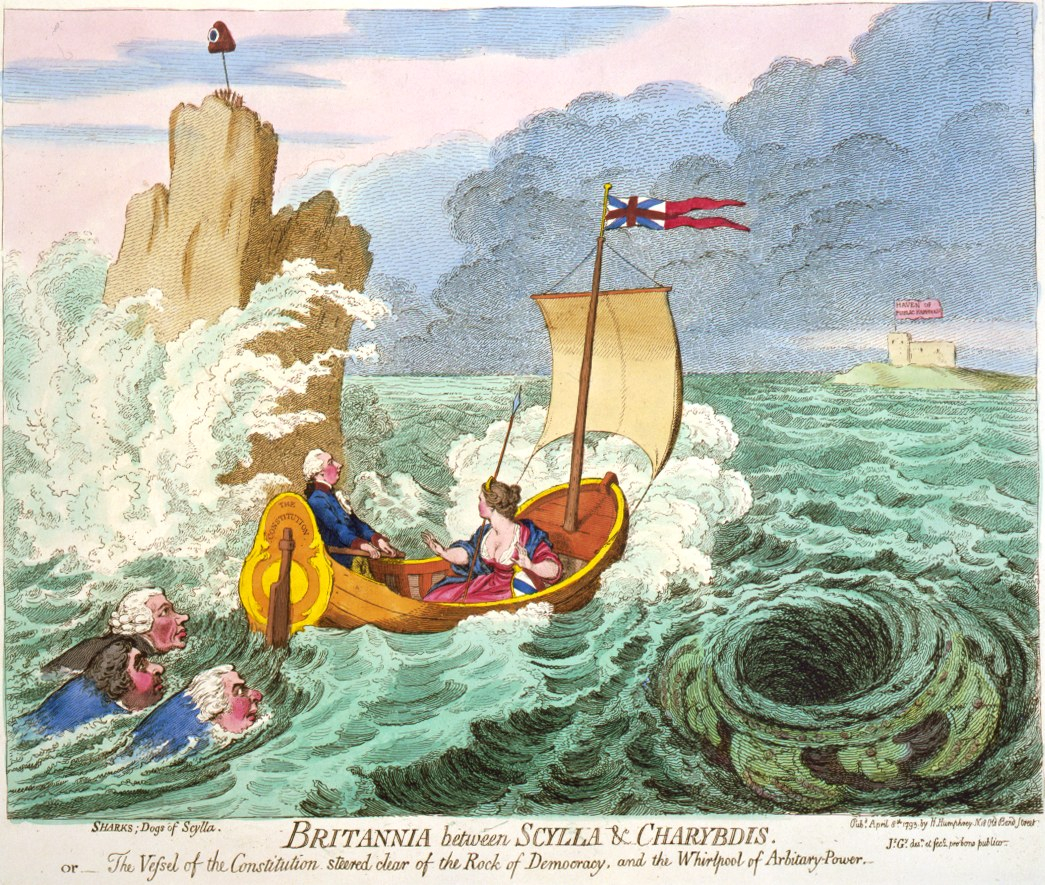
Allégorie du vaisseau britannique entre Charybde (le tourbillon de l'arbitraire) et Sylla (la démocratie identifiée par le bonnet phrygien au sommet du rocher).
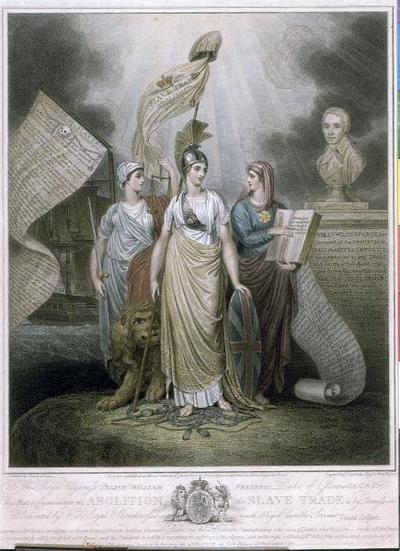
Le bonnet phrygien comme symbole de l'abolition de l'esclavage.
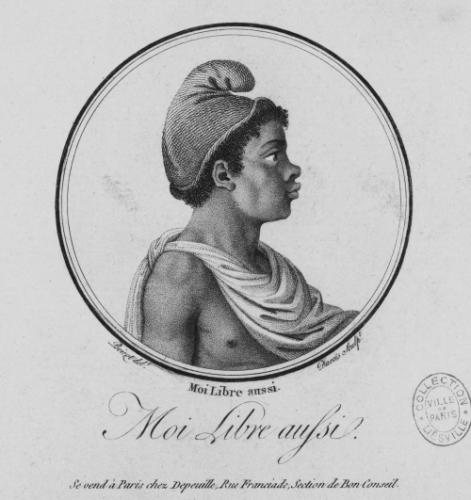
Portrait d'esclave libre. Noir africain coiffé d'un bonnet d'affranchi, 1794.
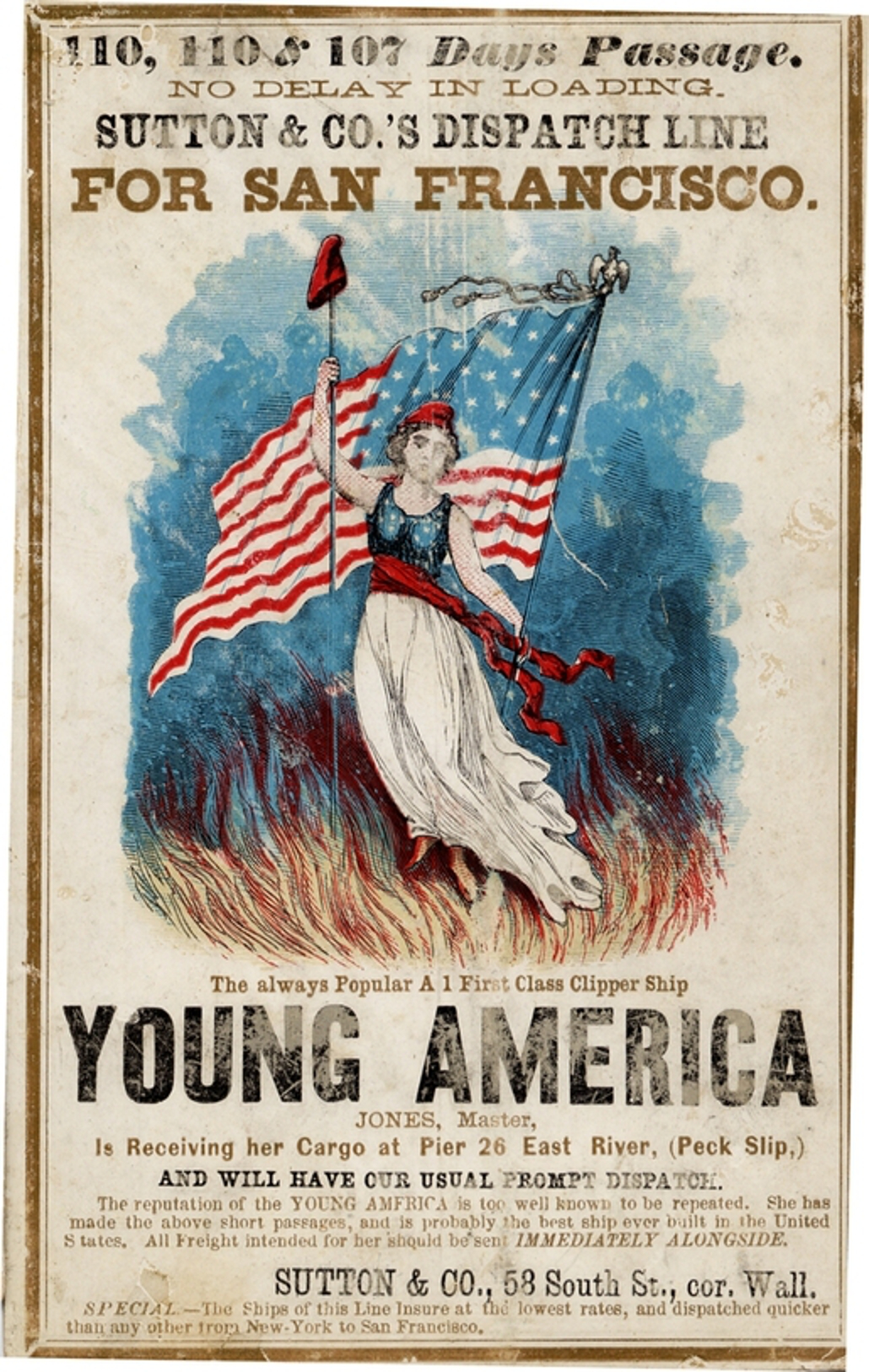
Les jeunes États-Unis.
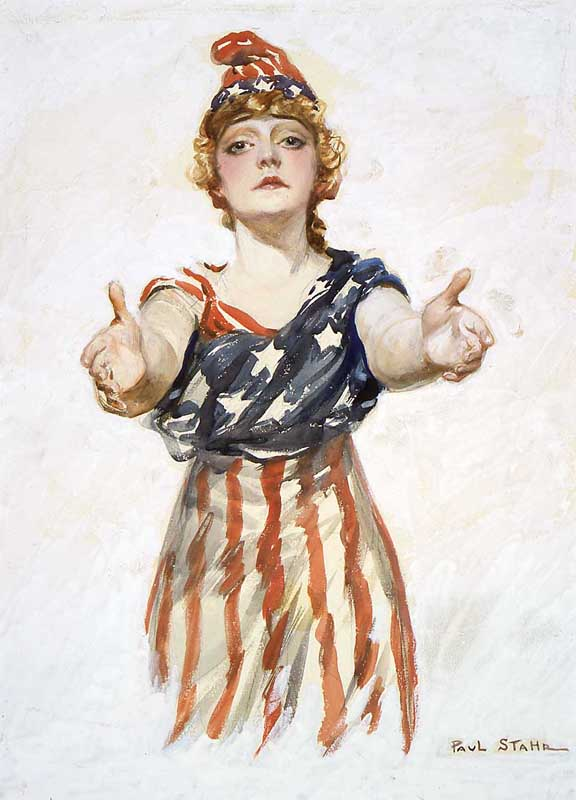
Columbia portant un bonnet phrygien, représentant les États-Unis (affiche patriotique de la Première Guerre mondiale).
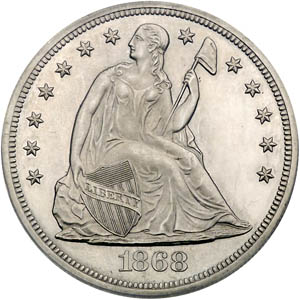
Pièce d'un dollar.
Armoiries de l'Iowa.
Armoiries de l'Argentine.
Armoiries de Cuba.
Armoiries d'Haïti.
Armoiries du Nicaragua.
État brésilien de Santa Catarina.
Armoiries de Maceió (le bonnet phrygien est tout en haut).